# Aurelio Chu Yi
Aurelio Chu Yi (31 de enero de 1929-4 de julio de 1998) fue un yudoca y embajador panameño.

## Biografía
Fue considerado el padre del yudo de Panamá porque introdujo este deporte en el siglo XX y fue el primer culto y difusor de dicho deporte en su país. Compitió en la prueba de peso ligero masculino en los Juegos Olímpicos de Verano de 1964. Allí, fue eliminado en la primera ronda después de perder su pelea ante Eric Hänni de Suiza. Posteriormente trabajó como profesor universitario, pero también fundó una escuela de judo y se desempeñó como presidente de la federación nacional de judo. se desempeñó como embajador de Panamá en Taiwán desde enero de 1986 hasta diciembre de 1989.